# Fernão de Noronha
Fernão de Noronha (o Loronha), I Senyor de l'Illa de Fernando de Noronha (c. 1470 – Lisboa, c. 1540), va ser un mercader i explorador, un dels primers grans importadors de fusta de pau-brasil, extretes de les terres descobertes pel regne de Portugal a Amèrica del Sud.

## Cognom
El cognom de Fernão es troba escrit com Lloronha (Loronha), Noronha o Della Rogna. Els documents més antics que ho esmenten utilitzaven Loronha, i aquesta forma va romandre sent emprada pels seus descendents almenys fins a mitjans de la dècada del 1560. A la Torre do Tombo es conserva una carta del net de l'explorador, també anomenat Fernão, on menciona l'avi i el pare Diogo, i on signa com Fernão de Loronha. Dues cartes règies, datades de la dècada de 1550, també s'escriu Loronha. La tradició, tanmateix, va acabar consagrant la forma Noronha, encara que Loronha també continuï sent llargament conservada en la bibliografia i en la premsa.
Alguns genealogistes pretenen que la família de Loronha és diversa de la de Noronha, afirmant que el canvi d'inicial en aquella, apareguda posteriorment, va ser proposital. Si d'una banda es verifica que els de Loronha es van designar sempre així, per altre es veu que els linhagistas intercanvien la lletra N per L amb molta facilitat quan tracten dels de Noronha. Alguns linhagistas donen començament a aquesta família en Martim Afonso de Noronha, que diuen era anglès i va passar a Portugal, el que no és crível, pel seu nom, d'aspecte peninsular.
El religiós António Soares de Albergaria, heraldista del segle xvii, creu que els avantpassats del mariner provenien de la família Noronha, jueus d'Astúries. Una branca dels Noronha va traslladar-se a Portugal, on van adaptar el cognom a Loronha. D'aquesta família portuguesa sortiria Martim de Loronha, un important empresari amb que mantenia negocis a Lisboa. Aquest va decidir que ell i els seus dos fills, Martim Afonso i Fernão, es convertirien a la fe cristiana, acceptant tots tres el cognom del seu padrí, António de Noronha, comte de Linhares. Així, la presència dels cognoms escrits amb L o amb N, vindria donada per l'ús indistint del cognom de naixement i el de baptisme.

## Biografia
El seu lloc de naixement encara és fosc i controvertit. Per alguns historiadors, Fernão va néixer a Espanya; mentre que d'altres opinen que va ser a Anglaterra.
Ric empresari, comerciant i armador, Noronha era representant del banquer Jakob Fugger en la península Ibèrica. Juntament amb altres cristians nous, comerciants portuguesos, el 1501 va obtenir de la Corona un contracte de 10 anys per explotar el pau-brasil (Paubrasilia echinata), una valuosa fusta. Possiblement va estar lligat ja a l'expedició de Gonçalo Coelho (1501-1502) que va retornar a Lisboa amb una gran càrrega de fusta, que serviria per finançar la de 1503-1504. Així, hauria estat a bord d'una de les naus que el 24 de juliol de 1503 van albirar l'illa batejada Quaresma, rebatejada tot seguit com São João, i que més tard duria el seu nom. El 1504, amb Noronha ja nomenat cavaller de la Casa Reial, el Rei Manuel I li va concedir la jurisdicció hereditària sobre l'illa, la primera "capitania del mar". En el document d'atorgament, ell és anomenat "Descobridor de l'illa", però tant la data com l'autor del descobriment són incerts, i no és té certesa de que viatgés en aquella expedició. Altres relats antics apunten Gaspar de Lemos com el descobridor, el 1500; o Américo Vespúcio, el 1503.

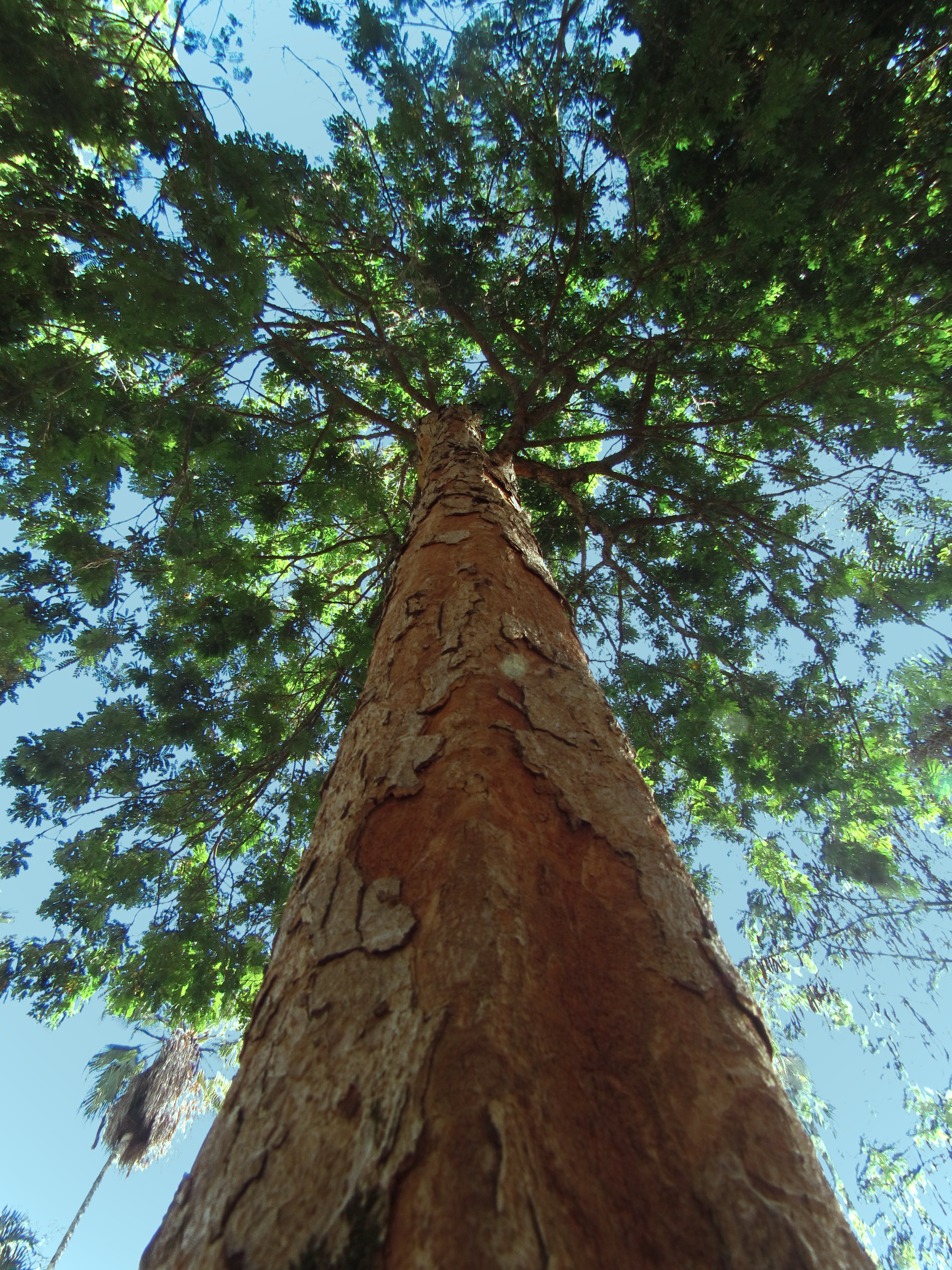
El pau-brasil era molt valuós per la seva fusta de tonalitat vermella.

El 1506, Noronha i els socis van extreure del continent americà més de 2.000 tones de pau-brasil, venuts a Lisboa amb un marge del 400% al 500%. El 1511, associat a Bartolomeu Marchionni, Benedito Morelli i Francisco Martins, va participar de la construcció del vaixell Bretoa, que el 22 de juliol va retornar a Portugal amb una càrrega de 5 mil troncs de pau-brasil, animals exòtics i 40 esclaus indígenes, en la seva majoria dones. Va ser un dels principals comerciants de pau-brasil fins probablement la dècada del 1540.
No va manifestar cap interès en explorar o poblar l'illa que rep el seu nom. Mai va prendre possessió de les seves terres que, abandonades, van atreure les atencions de molts pobles, entre els quals els alemanys (que la van abordar el 1534), els francesos (1556, 1558 i 1612), els anglesos (1577), els holandesos (que van arribar a colonitzar-la entre 1629 i 1654, formant part de Nova Holanda) i els francesos (que s'hi van estar un any, entre 1736 i 1737). Els descendents del mariner van mantenir l'autoritat sobre l'illa — tot i que tampoc van tenir-ne cura — fins que el 24 de setembre de 1700, una Carta Règia la va annexar a la capitania de Pernambuco.
Alguns atribueixen a Fernão de Noronha el canvi dels noms cristians de la colònia, que havia rebut els noms d'Illa de Vera Cruz o Terra de Santa Cruz i va ser rebatejada "Brasil". No obstant això, tal fet no té base històrica i s'origina d'idees antisemita.

### Escut d'armes

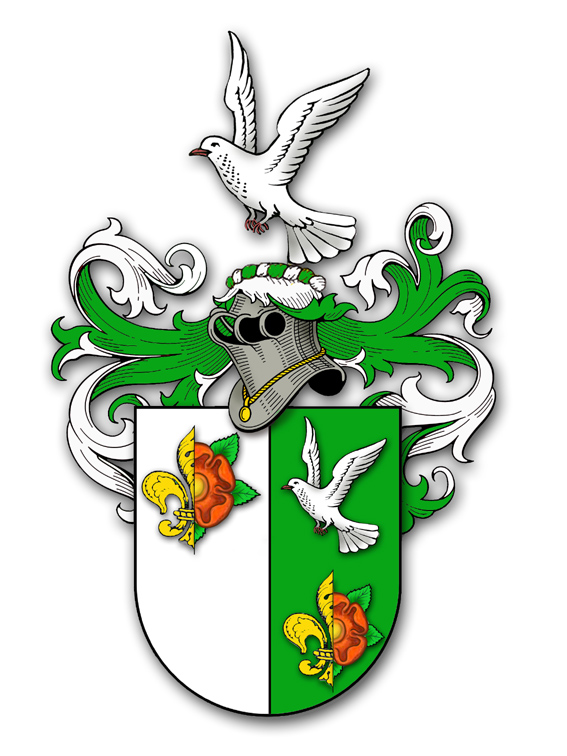
Escut d'armes

Va residir a Anglaterra, on va obtenir autorització per crear el seu escut d'armes de part del rei Enric VII. Quan va anar a Portugal, va demanar permís a Manuel I per fer servir l'escut. El monarca portuguès, malgrat autoritzar en un Albarà reial el disseny (que incloia una rosa anglesa), mai va signar la Carta d'Armes definitiva.
Després de la mort de Manuel I, Fernão de Noronha va demanar a Joan III que li confirmés per Carta l'Albarà del seu pare, finalment protocolitzada el 28 de juny de 1524. , atenent als serveis prestats a la corona portuguesa per Noronha, el va nomenar Fidalgo el 3 de setembre de 1532, un dels principals títols nobiliaris a Portugal.

### Casament i descendència
Va casar-se amb Violante Rodrigues de Noronha i va ser pare de Diogo de Noronha de Andrade, qui al seu temps va contraure matrimoni amb Aldonça de Mendonça, filla de João Pestana Pereira, IV Senyor de Morgado da Lourinhã.